# Sniksfjorden
58°2′7.3356″N 7°16′22.001″Ø / 58.035371000°N 7.27277806°Ø
Snigsfjorden eller Sniksfjorden er en lille fjord i Lindesnes kommune i Agder fylke i Norge. Den har indløb mellem de to små holme Fløyholmen og Tolleknivane. Det meste af  fjordens vestside går langs Unnerøy, mens Tjaumsfjellet (109 moh.) ligger på østsiden. Mellem Unnerøy og Syrdalsfjorden i vest går det smalle Navarsundet. Helt inderst i Sniksfjorden ligger byen Snik og her har floden  Audna sit udløb i fjorden. Fjorden er lidt  over tre kilometer lang.